# Acantholimon ekatherinae
Acantholimon ekatherinae är en triftväxtart som först beskrevs av Olga Alexandrovna Fedtschenko, och fick sitt nu gällande namn av Ekaterina Georgiewna Czerniakowska. Acantholimon ekatherinae ingår i släktet Acantholimon och familjen triftväxter. Inga underarter finns listade i Catalogue of Life.